# Xã Lawton, Quận Ramsey, Bắc Dakota
Xã Lawton (tiếng Anh: Lawton Township) là một xã thuộc quận Ramsey, tiểu bang Bắc Dakota, Hoa Kỳ. Năm 2010, dân số của xã này là 28 người.